# Плавателен съд
Плавателен съд e самоходно или несамоходно плаващо съоръжение, което има водонепроницаем корпус и се използва за транспорт на товари, багаж и поща, пътници, риболовна или друг вид морска или речна промишленост, спасяване на хора, буксиране на други плаващи обекти, за военни, хидротехнически, научни, учебни, спортни, развлекателни цели и експлоатиращо се в условията на водна среда. Плавателните съдове включват в себе си салове, лодки, кораби, съдове на въздушна възглавница и подводници. Те обичайно имат способността да се придвижват с помощта на ветрила, гребла, двигател или друго средство и, следователно, се различават от предмета, което просто плава, като например дъската.
Техническа особеност на плавателните съдове се явява, това че те могат да имат положителна, отрицателна или неутрална плаваемост.
В зависимост от конструктивните особености плавателните съдове могат да бъдат надводни или подводни.

## Типове плавателните съдове
Примери за плавателните съдове са военният кораб, товарният кораб, баржата, понтонът, плаващият причал, яхтата, салът, риболовният кораб, подводницата, батискафът, плаващият кран и т.н.
Болшинството плавателните съдове представляват кораби или лодки. Обаче съществуват множество плавателните съдове, които много от хората не смятат нито за кораби, нито за лодки, например: дъските за сърфинг, подводните роботи, хидросамолетите и торпедата. Макар корабите, като правило, да са по-големи от лодките, разликата между тези две категории не се определя от техните размери. Корабите, като правило, са големи океански съдове, като в същото време лодките са по-малки и обичайно плават по вътрешни или крайбрежни води. Практическото правило гласи: „лодката може да се качи на кораб, но корабът не може да се качи на лодка“, и един кораб обикновено е достатъчно голям за да носи свои собствени лодки като спасителни лодки, надуваеми лодки или малки моторници. Местното законодателство и предписания определят точния размер (или броя мачти), които разграничават един кораб от лодките.
Традиционо, подводниците се наричат „подводни лодки“, което, възможно, е отражение на техните малки вътрешни размери и условия за обитаемост: малките габарити изискват по-малка потребност от енергия, и, следователно, необходимост да изплуват или да плават на повърхността на водата за използване на въздух, който е необходим за работата на морските дизелови двигатели; в същото време атомните подводници не се нуждаят от употребата на въздух, те са по-големи, много по-просторни, и се класифицират като кораби в някои флотове.
Търговският кораб (съд) е всеки плавателен съд, който осъществява превоз на товари с цел получаване на доход. В този контекст „товарът“ на пътническия кораб (съд) са неговите пътници.
Терминът „воден транспорт“ (за разлика от такива термини, като летателен апарат или космически кораб) рядко се използва за описание на какъвто и да е отделен обект: по-скоро, този термин служи за обединяване на категории, които варират от джетовете до самолетоносачите. Такъв съд може да се използва в солена и прясна вода; для развлечение, отдих, физически упражнения, търговия, транспорт или осъществяване на воени мисии.

## Употреба
Обикновено целите, за които се използват плавателените съдове са обучение или отдих по вода, риболов и добив на ресурси, превоз на товари или пътници и провеждането на бойни или спасителни операции.

## Конструкция
Конструкцията, от която се създава водното транспортно средство, обикновено се стреми да постигне баланс между вътрешната му вместимост (тонажа), скоростта и мореходните качества. Тонажът се явява основен за транспортните операции, скоростта е важна за военните кораби, а безопасността се явява основен фактор при използването на плавателни съдове от по-неопитни хора или често за по-малките и по-нестабилни транспортни средства за спорт и отдих. Това е свързано с високо ниво на съответствие с нормативните изисквания, предявявани към по-големите плавателни съдове, което осигурява много редки случаи на потъване, за сметка на широкото използване на компютърно моделиране и изпитания на модели на корабите преди започването на тяхното строителство.

## Движение
Исторически погледнато водните транспортни средства се привеждат в движение от хората посредством прътове, весла, посредство манипулиране с платна, които придвижват съда под въздействието на вятъра, а също така с помощта на различни инженерни механизми, които създават тяга за движение от процес на изгаряне на гориво или от електричество. Технологичната история на плавателните съдове в европейската история може да се раздели на: прост (обикновен) гребен съд; гребните галери от VIII век пр. н. е. до XV век; ветроходния съд от епохата наВеликите географски открития, от началото на XV век до началото на XVII век; ветроходните кораби от XVII до средата на XIX век; епохата на парния бутален двигател, примерно между 1770 и 1914 година; парната турбина; по-късно газовата турбина и двигателите с вътрешно горене, използващи дизелово гориво,; бензин и сгъстен газ като гориво в началото на XX век, които са допълнени, до определена степен, от ядрените морски двигатели от 1950-те години при някои от морските плавателни съдове. Съвременното технологично развитие е насочено към използването на по-евтини, възобновяеми и по-щадящи околната среда източници на движение за плавателните съдове от всякаква форма и с произволни размери.

## Строителство
Вторичната употреба на технологиите във водния транспорт е свързано с използването на конструкционни материали, навигационни средства; а в случая с военните кораби – на системи за тяхното въоръжение. Целта на употребата и физическата среда определят материалите, които се използват в строителството на плавателните съдове, те исторически включва трева, кожа, дървен материал, метали в съчетание с дървесина или без нея, силикатни и пластмасовови производни и други материали.

## Регистрация
Регистрацията на плавателните съдове се осъществява от държавен орган. В Съединените американски щати нейният резултат се явява буквено-цифрова поредица, която е регистрационният номер на съда, който се издава от Министерството на транспортните средства на щата.

## Навигация
Навигационните средства се променят с течение на времето: от астрономическите наблюдения до механични прибори и, отскоро, от аналогови и цифрови компютърни устройства, които вече използват системата GPS.

## Оръжие
Системите военноморско въоръжение се развиват заедно с развитието на наземното оръжие. Тук се отнасят:
- самолетоносачи,
- нарезни оръдия,
- таран на корпуса на противника,
- ракети и дистанционно управляеми устройства,
- минни заградители и тралчици,
- гюлетата на гладкостволните оръдия,
- въоръжените с торпеда подводни лодки,
- корабите, въоръжени с управляеми огневи средства.

До момента, в който развитието на парната тяга не се съчетава със скорострелните оръдия зареждани откъм казенника, морските битки често завършват със схватка между екипажите на противниците. От началото на XX век, със същественото развитие на технологиите, става възможно проектирането на сила от военноморска оперативна група срещу сухопътни обекти с използването на морска пехота.

## Понятието за плавателен съд или плаващо съоръжение в законодателството на Русия
Плаващото съоръжение е самоходен или несамоходен плаващ технически обект, който има водонепроницаем корпус, експлоатира се в условията на водна среда и се използва взависимост от неговото предназначение.
В зависимост от конструктивните особености може да бъде надводен или подводен.
По-общото понятие към морския термин „плаващо съоръжение“ се явява терминът „плаващ обект“.
В качеството на синоним, за плаващите съоръжения в корабостроенето, се използва думата „плавателен съд (средство)“.
Плавателният съд е самоходно или несамоходно плаващо съоръжение (плавателно средство), предназначено за използване за целите на корабоплаването, в т.ч. и кораб, съд за смесено плаване (река – море), например, за превоз на товари, багаж и поща, пътници, риболов или друг морски или речен добив, за спасяване на хора, буксировка на други плаващи обекти, за хидротехнически, научни, учебни, спортни, развлекателни цели. Под понятието „съд“ подпадат ферибота, дънокопачните и дъноочистителните снаряди, плаващия кран и други технически съоръжения от подобен род.
В т.ч., към категориите на стационарните съдове се отнасят несамоходните плаващи съоръжения (плавателни средства): дебаркадер, плаващите (намиращите се на вода) домове, хотели, ресторанти, понтони, салове, плаващи мостове, плаващи причали, и други технически съооръжения от подобен род.
В Морския и Речния регистри се водят данни за някои плаващи съоръжения, които не се обхващат от понятието „съд“ – това са плаващте кранове, плаващите мостове, надуваемите лодки и др.
В експлоатация се намират, също така, плаващи технически съоръжения, които не подпадат под действието на правилата на класификационните организации (в Русия – Морският или Речният регистри) – например: дъските за сърф, подводните роботи, хидросамолетите, плаващите танкове, торпедата и т.н. Тези плавателни средства се явяват извънрегистрови.

### Регистрация
Правилата на класификационните организации са съвкупност от норми от технически характер, които постановяват изискванията към объектите подлежащи на класификация, а също така и към процесите на тяхното проектиране, производство, строителство, монтаж, доработка, експлоатация и превоз.
След това, чрез корабните документи, се определят режима за експлоатация, правата и задълженията на организациите или корабособственика, които експлоатират плаващото съоружение, капитана, екипажа, пътниците, а също така режима за товарите намиращи се на борда и др., в съответствие с действащите законодателства и подзаконовите актове на държавата на флага (каботажно корабоплаване), международните съглашения (в неутрални води), или в съответствие с действащите чужди законодателства (в чуждите териториални води).

### Примери
Някои примери за плавателни съдове са:
- амфибия
- гемия
- гондола
- джет ски
- джонка
- кану
- катамаран
- каяк
- катер
- кораб
- ледоразбивач
- лодка
- моторница
- съд на въздушна възглавница
- подводница
- сал
- трирема
- ферибот
- хидроплан
- яхта